# Sleisz Gabriella
Sleisz Gabriella (Budapest, 1990. augusztus 1. –) szabadfogású magyar birkózó.

## Sportpályafutása
A 2011-es, 2013-as, 2016-os és 2018-as Európa-bajnokságon ötödik helyen zárt. 2015-ben az Alekszandr Medvegyről elnevezett emlékversenyen a 63 kilogrammosok mezőnyében bronzérmet szerzett.
A 2017-es világbajnokságon a 60 kilogrammosok versenyében az első fordulóban vereséget szenvedett amerikai ellenfelétől. 2018-as budapesti világbajnokságon a 65 kilogrammosok mezőnyében indult, ahol az első körben kikapott a japán Gempej Ajanától.
A 2019-es kontinensviadalon a nyolc közé jutásért vívott párharcában kapott ki a finn Petra Maarit Ollitól. 2019 májusában a nemzetközi szövetség rangsorolóversenyt rendezett az olaszországi Sassariban, ahol a 63 kilogrammosok mezőnyében aranyérmet szerzett. A 2019-es világbajnokságon 65 kilogrammban az első körben kiesett, miután kikapott az Európa-bajnok Malin Mattssontól.
Az egyetemi világbajnokságon 2016-ban ezüst-, 2012-ben bronzérmes lett. 
2011-ben, 2016-ban és 2017-ben magyar bajnoki címet szerzett.